# Khalil Gibran
Gibran Kahlil Gibran (Jubran Khalil Jubran, cel din mijloc fiind numele tatălui Arabă :جبران خليل جبران, siriacă: ܟ݂ܠܝܠ ܔܒܪܢ) (n. 6 ianuarie 1883, Bsharri, Guvernoratul Liban de Nord, Liban – d. 10 aprilie 1931, New York City, New York, SUA) a fost un poet, filozof, prozator și eseist libanez, unul din romanticii târzii ai literaturii arabe. A scris în arabă (cu numele întreg) și în engleză (renunțând la primul din cele trei componente). Din 1918, la sfatul profesorului său de engleză, a schimbat și grafia din Khalil în Kahlil. 

## Biografie
S-a născut în 1883 la Bsharri, Liban, într-o veche familie creștină maronită.
Primele noțiuni de religie, de limbă siriacă și arabă, le-a căpătat de la un călugăr.
În 1894 a emigrat, împreună cu mama sa, în America, la Boston. Familia se instalează în cartierul Chinatown din Boston, unde Djubran urmează cursurile școlii comunale timp de 4 ani și unde l-a cunoscut pe fotograful Fred Holland Day care i-a dat lecții de desen și de pictură.
A început să studieze arta fotografică, literatura arabă, engleză și franceză urmând cursuri de specialitate în America și Liban.
Gibran a fost permanent preocupat de idealul dezrobirii țării sale de sub asuprirea otomană, în pragul primului război mondial el aflându-se printre membrii ligii politice Suryia al-hurra (Siria liberă). 
În 1898 se întoarce în Liban unde își perfecționează cunoștințele de limba arabă până în 1901. Este perioada în care începe să-și manifeste pasiunea pentru filosofie și pictură. Dealtfel, el și-a expus picturile în 1904, fără prea mare succes.
În 1901 începe călătoria sa prin Europa, cu un scurt răgaz la Paris, unde începe să lucreze la culegerea de proză "Spiritele rebele". Este excomunicat din cadrul comunității creștine maronite din care făcea parte, datorită convingerilor sale religioase prea flexibile, poziției împăciuitoare față de religiile creștină și musulmană.
În 1903 se stabilește din nou la Boston. Între 1902 și 1903 își pierde mama, fratele și una dintre surori din cauza tuberculozei. Până în 1908 corespondează cu jurnalul arab Al-Muhadjir (Emigrantul), condus la New York de compatriotul său Amin al-Ghurayyib.

## Viața și destinul literar
Din 1905 a început să publice în diferite reviste new-yorkeze pamflete și scurte povestiri în limba arabă.  În 1905 publică primul său eseu, intitulat "Muzica". În 1906 publică o culegere de 3 povestiri sub titlul "Nimfele văilor". În 1908 apare la New York cea de-a doua culegere de povestiri a lui Gibran, denumită "Spiritele rebele" care i-a atras ostilitatea stăpânirii turcești în Liban.
În 1908 a plecat la Paris unde a studiat timp de doi ani artele plastice și unde i-a cunoscut pe Rodin, Debussy și Maeterlinck. Întors în America, Gibran a continuat să picteze, să scrie și să publice într-un ritm susținut.
În 1910 participă la o conferință la Paris, pe tema problemelor naționale ale diferitelor popoare, împreună cu alți oameni politici și de cultură libanezi. Întors la Boston, Gibran va resimți o angajare politică tot mai mare, împărtășind prietenilor din cercul său literar ideea necesității de a crea o ligă a intelectualilor libanezi și sirieni din Statele Unite care să militeze pentru eliberarea țărilor arabe de sub stăpânirea otomană.
În 1911 înființează la New York societatea "Liga de aur". În concepția fondatorilor, revoluția siro-libaneză trebuia să se bazeze pe adevărata cultură care să lumineze masele populare.
În 1912 se instalează definitiv la New York, unde frecventează cercul literar din jurul revistei "Artele", participând, alături de fondator, Nasib'Urayda, la redactarea acesteia. Publică nuvela de mare întindere "Aripile frânte". În același an începe colaborarea cu revista americană "Șapte arte". Doi ani mai târziu îi apare culegerea "Lacrimă și zâmbet" și între 1914-1917 deschide 3 expoziții de pictură bucurându-se de succes. 
În 1918 Gibran publică poemul filosofic în versuri intitulat "Cortegiile" și prima sa carte în limba engleză, "Nebunul".
În 1920, împreună cu Mikha'il Na'ima și alți scriitori, a fondat la New-York societatea literară al-Rabita al-Qalamiyya (The Pen Society), care va juca un rol determinant în renașterea literaturii arabe. Alături de Mikha'il Na'ima, Gibran face parte din Școala Emigrației, "'Adab al-Mahğar", care cuprinde scriitori arabi care au emigrat, începând apoi să scrie în limba țărilor de adopție. Kahlil Gibran a fost numit președintele ligii, funcție pe care a deținut-o până la sfârșitul vieții. Liga a constituit un adevărat nucleu cultural și național, un cadru de manifestare a talentelor și de păstrare a spiritualității emigrației arabe din Statele Unite, a cărei mare speranță era eliberarea țărilor arabe de sub stăpânirea otomană. În același an îi apare culegerea de proză "Furtunile" și în 1923 publică eseul "Profetul".
Gibran s-a stins din viață la New York pe 10 aprilie 1931, bolnav de ciroză și tuberculoză. Rămășițele sale pământești sunt trimise la Beirut, la 21 august și înmormântate în satul Bisharri, unde se născuse.
Opera sa poetică a fost tradusă în peste douăzeci de limbi, iar picturile și desenele sale se află expuse în galerii celebre din lume.

## Principalele sale scrieri
Scrieri în limba arabă:

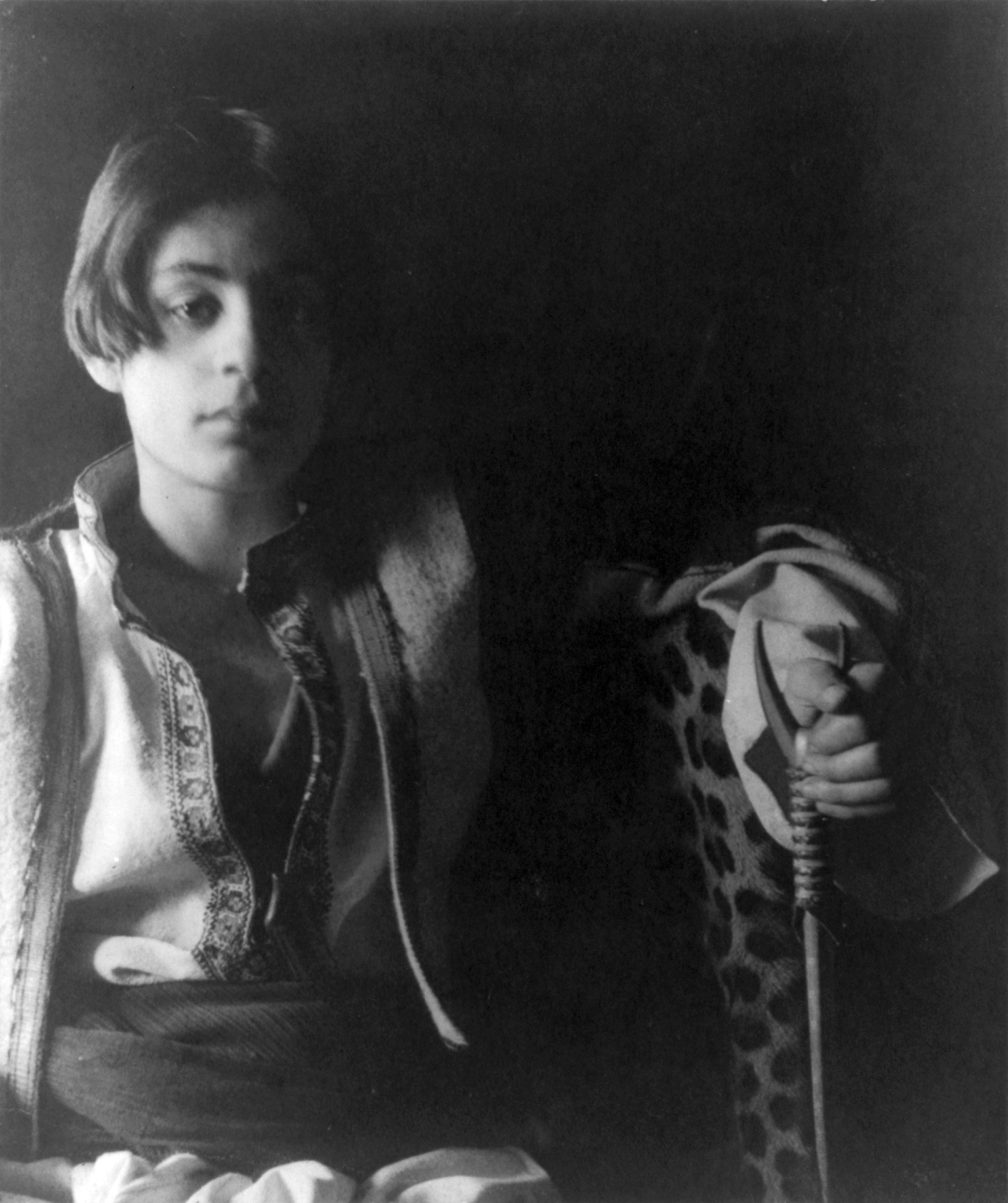
Khalil Gibran într-o fotografie realizată de Fred Holland Day, c. 1898

Deși scrierile care l-au făcut celebru în lumea întreagă sunt redactate în mare parte în limba engleză, Gibran este și un autor de limbă arabă:
- نبذة في فن الموسيقى (Nubda fī Fann Al-Mūsīqā, Despre muzică, 1905)
- عرائس المروج('Arā'is al-Murūğ, Nimfele văilor, tradus în limba engleză ca "Spirit Brides", 1906)
- الأرواح المتمردة (Al-Arwah al-Mutamarrida, Spiritele răzvrătite, 1908)
- الأجنحة المتكسرة (Al-Ağniha al-Mutakassira, Aripile frânte, 1912)
- دمعة وابتسامة (Dam'a wa Ibtisama, O lacrimă și un zâmbet, 1914)
- المواكب (Al-Mawākib, Procesiunile, 1919)
- العواصف (Al-‘Awāṣif, Furtunile, 1920)
- البدائع والطرائف (Al-Bada'i' wa al-Ṭarā'if,1923)

### Scrieri în limba engleză
- "The Madman" (Nebunul), 1918
- "The Forerunner" (Deschizătorul de drumuri), 1920
- "The Prophet" (Profetul), 1923
- "Jesus, The Son of Man" (Iisus, Fiul Omului), 1928
- "The Garden of the Prophet" (Grădina Profetului), 1933

### Scrieri traduse în limba română
- Cenușa generațiilor și focul veșnic", traducere de Nicolae Dobrișan în Antologia Nuvelei Arabe, vol. 2, p. 9-19.
- Cîntecul frumuseții, traducere de Gh. Șerbănescu, "Luceafărul", 17(1974), nr.7, p. 9.
- Despre iubire, traducere de Radu Cârneci, "Contemporanul", 1983, nr.50, p. 5.
- Despre muncă. Despre case, fragmente din "Profetul", traducere de Radu Cârneci, "Luceafărul", 24(1981), nr16, 17, p. 8.
- Iisus crucificat, traducere de Rodica Buburuzan, "'Alif", 1(1995), nr.1, p. 6-7.
- Poeme. Profetul. Grădina profetului, cuvânt înainte și traducere de Radu Cârneci, București, 1983, 164 p.
- Otravă și miere. Înaintea tronului morții, prezentare și traducere de Ioana Cândea, "România literară", 16(1983), nr.15, p. 21.
- Aripi frânte, traducere din limba engleză: Ana Precup, Editura Herald, Colecția Scrieri Inițiatice, București, 2006, 240 p., ISBN: 973-7970-66-7
- Iisus, Fiul Omului, Editura Nemira, 2007.
- Darul iubirii (cuprinde scrierile: Nebunul, Deschizătorul de drumuri, Profetul, Grădina Profetului), Editura Herald, 2007.
- Aripi frânte, traducere din limba engleză: Dumitru Chican, Editura Herald, Colecția Scrieri Inițiatice, București, 2009, 224 p., ISBN: 973-7970-66-7